# Beskiden
De Beskiden (ook: Woudkarpaten) vormen het centrale gedeelte van de Karpaten. Het gebergte behoort grotendeels tot Polen, kleinere delen liggen in Slowakije, Tsjechië en Oekraïne.
De Beskiden zijn onder te verdelen in de Westelijke Beskiden, met als hoogste top de Babia Góra (1725 m) in Polen, en de Oostelijke Beskiden, met als hoogste top de Hoverla (2060 m) in Oekraïne, tevens de hoogste berg in dat land.
In de Beskiden ontspringen grote rivieren als de Weichsel, de Tisza, de Dnjestr en de Prut. Het gebergte vormt aldus de waterscheiding tussen de Oostzee en de Zwarte Zee. De Hoofdbeskidenroute loopt door het gebergte.

Kaart van de Beskiden op de grens tussen Polen en Slowakije (Poolse namen)

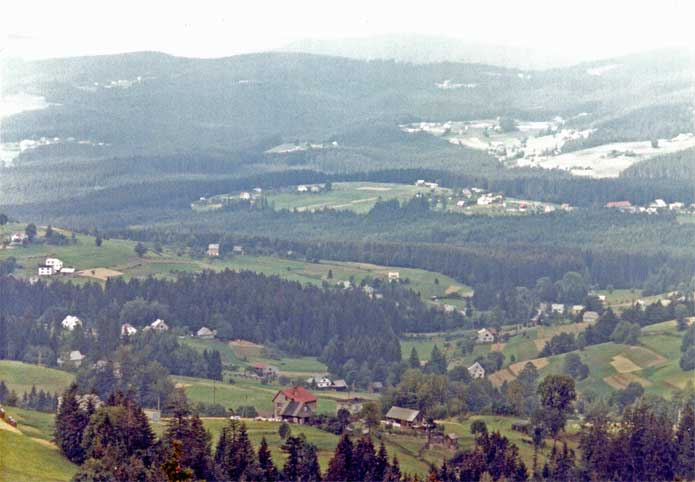
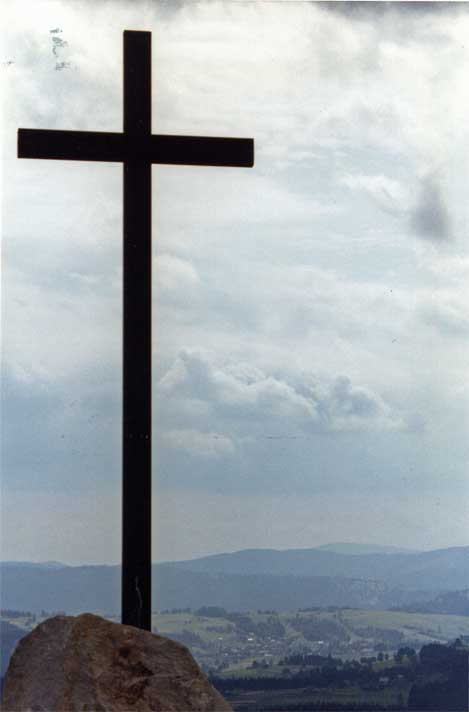
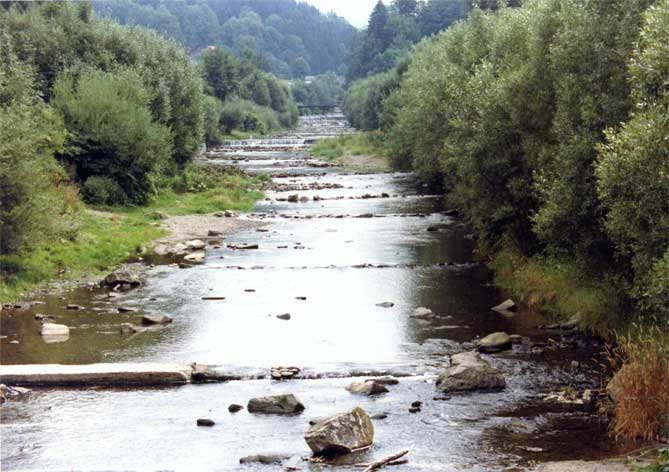
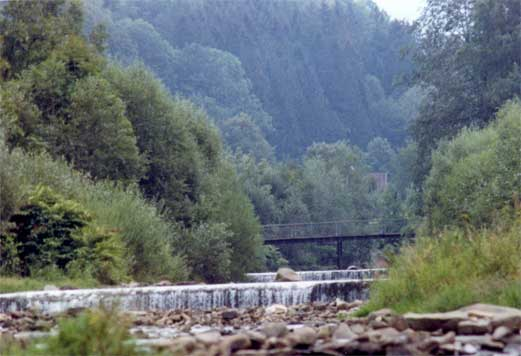
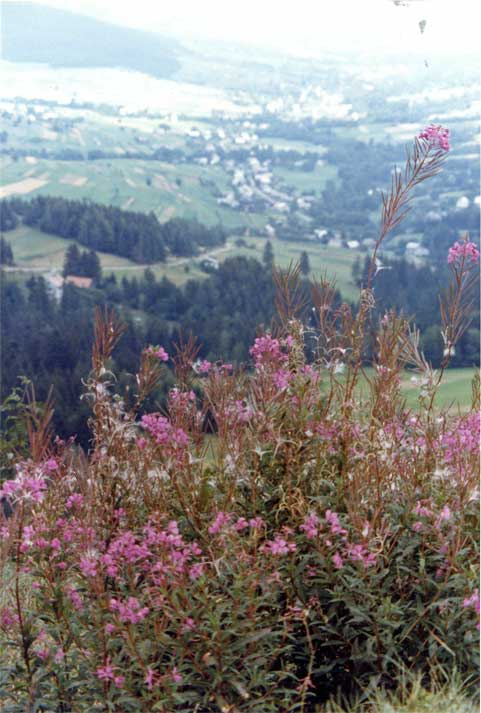
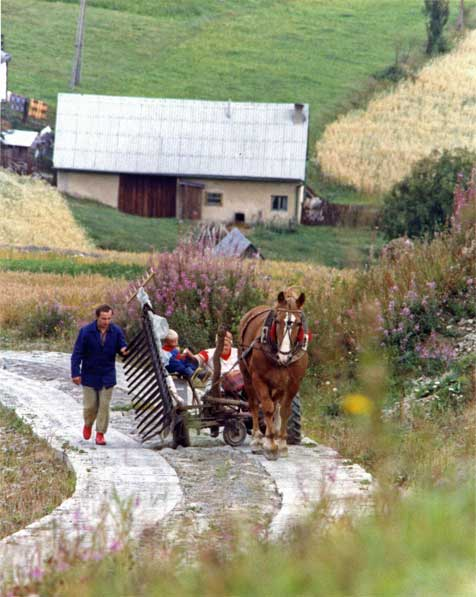